# Prosopocera gahani
Prosopocera gahani är en skalbaggsart som först beskrevs av Aurivillius 1925.  Prosopocera gahani ingår i släktet Prosopocera och familjen långhorningar. Inga underarter finns listade i Catalogue of Life.